# Edward F. Cline

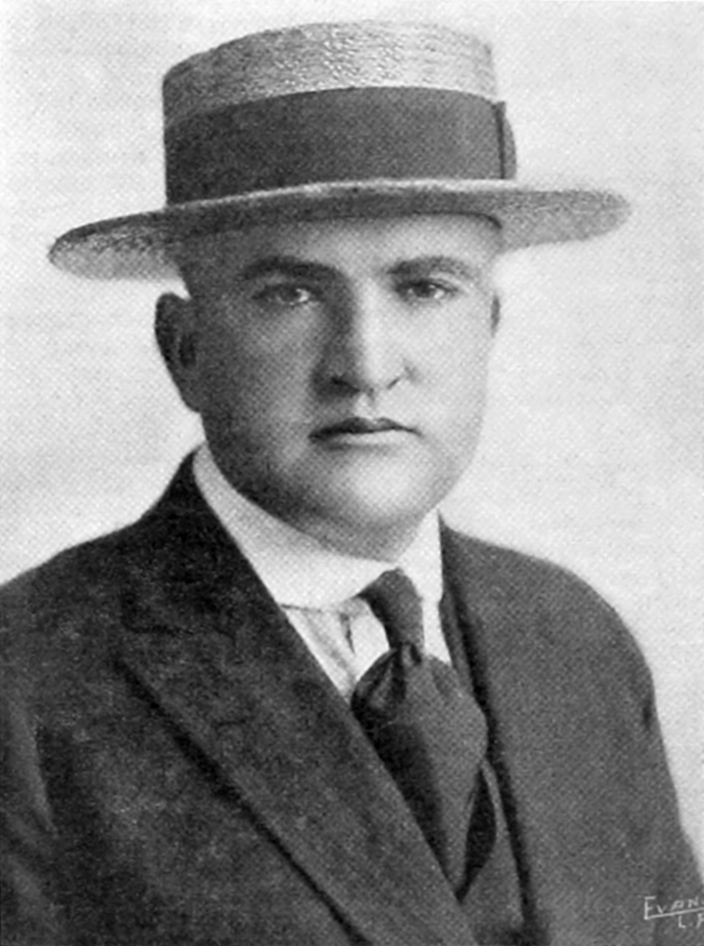

Edward F. Cline (Kenosha, 4 de novembro de 1891 – Hollywood, 22 de maio de 1961) foi um ator, roteirista e diretor de cinema norte-americano.

## Filmografia
| Ano  | Titulo                            | Notas                             |
| ---- | --------------------------------- | --------------------------------- |
| 1914 | The Rounders                      | Curta-metragem; apenas ator       |
| 1920 | One Week                          | Curta-metragem; roteirista        |
| 1920 | Convict 13                        | Curta-metragem; roteirista, ator  |
| 1920 | Neighbors                         | Curta-metragem; roteirista e ator |
| 1920 | The Scarecrow                     | Curta-metragem; roteirista        |
| 1921 | The Haunted House                 | Curta-metragem; roteirista e ator |
| 1921 | Hard Luck                         | Curta-metragem; roteirista        |
| 1921 | The High Sign                     | Curta-metragem; roteirista        |
| 1921 | The Goat                          | Curta-metragem; apenas ator       |
| 1921 | The Playhouse                     | Curta-metragem; roteirista e ator |
| 1921 | The Boat                          | Curta-metragem; roteirista e ator |
| 1922 | The Paleface                      | Curta-metragem; roteirista        |
| 1922 | Cops                              | Curta-metragem; roteirista e ator |
| 1922 | My Wife's Relations               | Curta-metragem; roteirista e ator |
| 1922 | The Frozen North                  | Curta-metragem; roteirista        |
| 1922 | The Electric House                | Curta-metragem; roteirista        |
| 1922 | Daydreams                         | Curta-metragem; roteirista e ator |
| 1923 | The Balloonatic                   | Curta-metragem; roteirista        |
| 1923 | The Love Nest                     | Curta-metragem; roteirista        |
| 1923 | Circus Days                       |                                   |
| 1923 | Three Ages                        | Codiretor (com Buster Keaton)     |
| 1923 | The Meanest Man in the World      |                                   |
| 1924 | Along Came Ruth                   |                                   |
| 1924 | Little Robinson Crusoe            |                                   |
| 1924 | Captain January                   |                                   |
| 1925 | The Rag Man                       |                                   |
| 1925 | Old Clothes                       |                                   |
| 1926 | Flirty Four-Flushers              |                                   |
| 1927 | Let It Rain                       |                                   |
| 1927 | Soft Cushions                     |                                   |
| 1929 | The Forward Pass                  |                                   |
| 1930 | Hook, Line and Sinker             |                                   |
| 1930 | Leathernecking                    |                                   |
| 1931 | Cracked Nuts                      |                                   |
| 1932 | Million Dollar Legs               |                                   |
| 1934 | The Dude Ranger                   |                                   |
| 1934 | Peck's Bad Boy                    |                                   |
| 1935 | When a Man's a Man                |                                   |
| 1937 | Forty Naughty Girls               |                                   |
| 1939 | You Can't Cheat an Honest Man     |                                   |
| 1940 | My Little Chickadee               |                                   |
| 1940 | The Bank Dick                     |                                   |
| 1941 | Never Give a Sucker an Even Break |                                   |
| 1942 | Give Out, Sisters                 |                                   |
| 1942 | What's Cookin'?                   |                                   |
| 1942 | Behind the Eight Ball             |                                   |
| 1943 | Crazy House                       |                                   |
| 1944 | Hat Check Honey                   |                                   |
| 1944 | Ghost Catchers                    |                                   |
| 1946 | Bringing up Father                |                                   |